# Torneo Clausura 2005 (El Salvador)
El Torneo Clausura 2005 fue el decimocuarto torneo corto desde la creación del formato de un campeonato Apertura y Clausura, que se juega en la Primera División de El Salvador. CD FAS se proclamó campeón de la competencia.

## Tabla de clasificación
|  |     | Equipos de fútbol   | PJ | G  | E | P  | GF | GC | Dif | Pts |
|  | --- | ------------------- | -- | -- | - | -- | -- | -- | --- | --- |
|  | 1.  | CD FAS              | 18 | 10 | 5 | 3  | 30 | 19 | +11 | 35  |
|  | 2.  | CD Municipal Limeño | 18 | 8  | 6 | 4  | 25 | 19 | +6  | 30  |
|  | 3.  | CD Luis Ángel Firpo | 18 | 8  | 5 | 5  | 29 | 21 | +8  | 29  |
|  | 4.  | Alianza FC          | 18 | 7  | 7 | 4  | 25 | 17 | +8  | 28  |
|  | 5.  | CD Once Municipal   | 18 | 8  | 3 | 7  | 19 | 24 | -5  | 27  |
|  | 6.  | AD Isidro Metapán   | 18 | 6  | 4 | 8  | 20 | 25 | -5  | 22  |
|  | 7.  | Atlético Balboa     | 18 | 5  | 6 | 7  | 22 | 21 | +1  | 21  |
|  | 8.  | CD Águila           | 18 | 5  | 5 | 8  | 24 | 27 | -3  | 20  |
|  | 9.  | San Salvador FC     | 18 | 5  | 5 | 8  | 24 | 32 | -8  | 20  |
|  | 10. | CD Once Lobos       | 18 | 2  | 6 | 10 | 22 | 35 | -13 | 12  |

## Fase final
|  | Semifinales      | Semifinales | Semifinales      |   |     | Final | Final |  |
|  |                  |             |                  |   |     |       |       |  |
|  |                  |             |                  |   |     |       |       |  |
|  | Luis Ángel Firpo | 6           | 1                |   |     |       |       |  |
|  | Luis Ángel Firpo | 6           | 1                |   |     |       |       |  |
|  | Municipal Limeño | 1           | 1                |   |     |       |       |  |
|  | Municipal Limeño | 1           | 1                |   | FAS | 3     |       |  |
|  |                  |             |                  |   | FAS | 3     |       |  |
|  |                  |             | Luis Ángel Firpo | 1 |     |       |       |  |
|  | Alianza          | 1           | Luis Ángel Firpo | 1 | 1   |       |       |  |
|  | Alianza          | 1           |                  |   | 1   |       |       |  |
|  | FAS              | 0           | 4                |   |     |       |       |  |
|  | FAS              | 0           | 4                |   |     |       |       |  |
|  |                  |             |                  |   |     |       |       |  |

### Final
| 26 de junio de 2005 | FAS                                  | 3:1 | Luis Ángel Firpo | Estadio Cuscatlán, San Salvador |  |
|                     | Murgas 34' · Mafla 95' · Bentos 114' |     | Martínez 82'     |                                 |  |

| Bandera de El Salvador    |
| Campeón CD FAS 16° título |